# Сельменево
Сельменево — деревня в Лотошинском районе Московской области России.
Относится к сельскому поселению Микулинское, до реформы 2006 года относилась к Введенскому сельскому округу. По данным Всероссийской переписи 2010 года численность постоянного населения деревни составила 26 человек (13 мужчин, 13 женщин).

## География
Расположена в южной части сельского поселения, на левом берегу реки Руссы, впадающей в Лобь, примерно в 13 км к северо-северо-западу от районного центра — посёлка городского типа Лотошино. Соседние населённые пункты — деревни Введенское, Вяхирево и Ильинское.

## Исторические сведения
На карте Тверской губернии 1850 года А. И. Менде — Салменево.
По сведениям 1859 года — деревня Храневского прихода, Микулинской волости Старицкого уезда Тверской губернии в 46 верстах от уездного города, в низменности, при реке Русце и безымянном ручье, с 10 дворами, прудом, 4 колодцами и 102 жителями (45 мужчин, 57 женщин).
В «Списке населённых мест» 1862 года Сельменево — владельческое сельцо 2-го стана Старицкого уезда по Волоколамскому тракту в город Тверь, с 12 дворами и 96 жителями (41 мужчина, 55 женщин).
В 1886 году — 21 двор и 92 жителя (44 мужчины, 48 женщин). В 1915 году насчитывалось 22 двора.
С 1929 года — населённый пункт в составе Лотошинского района Московской области.

## Население
| 1859 | 1886 | 2002 | 2006 | 2010 |
| ---- | ---- | ---- | ---- | ---- |
| 96   | ↘92  | ↘20  | ↘16  | ↗26  |

## Достопримечательности
Восточнее деревни, на противоположном берегу Руссы, находится памятник археологии федерального значения «Сильменовское городище» — самое древнее поселение Лотошинского края, относящееся к III—VII вв. На этих землях в XI—XIII веках жили славянские племена кривичей.